# Río Cebollatí
Der Río Cebollatí ist ein Fluss in Uruguay.
Der zum Laguna-Merín-Becken zählende Cebollatí, der mit 235 km Länge zu den längsten Flüssen Uruguays gehört, entspringt in der Cuchilla Cerro Partido im Departamento Lavalleja. Auf seiner Wegstrecke von Südwesten nach Nordosten bildet er die Grenze des Departamentos Rocha mit denen von Lavalleja und Treinta y Tres. Einer seiner Zuflüsse ist der Río Olimar. Der Río Cebollatí mündet schließlich in die Laguna Merín. Die Größe seines Einzugsgebiets beträgt 14.085 km².

## Einzelnachweise

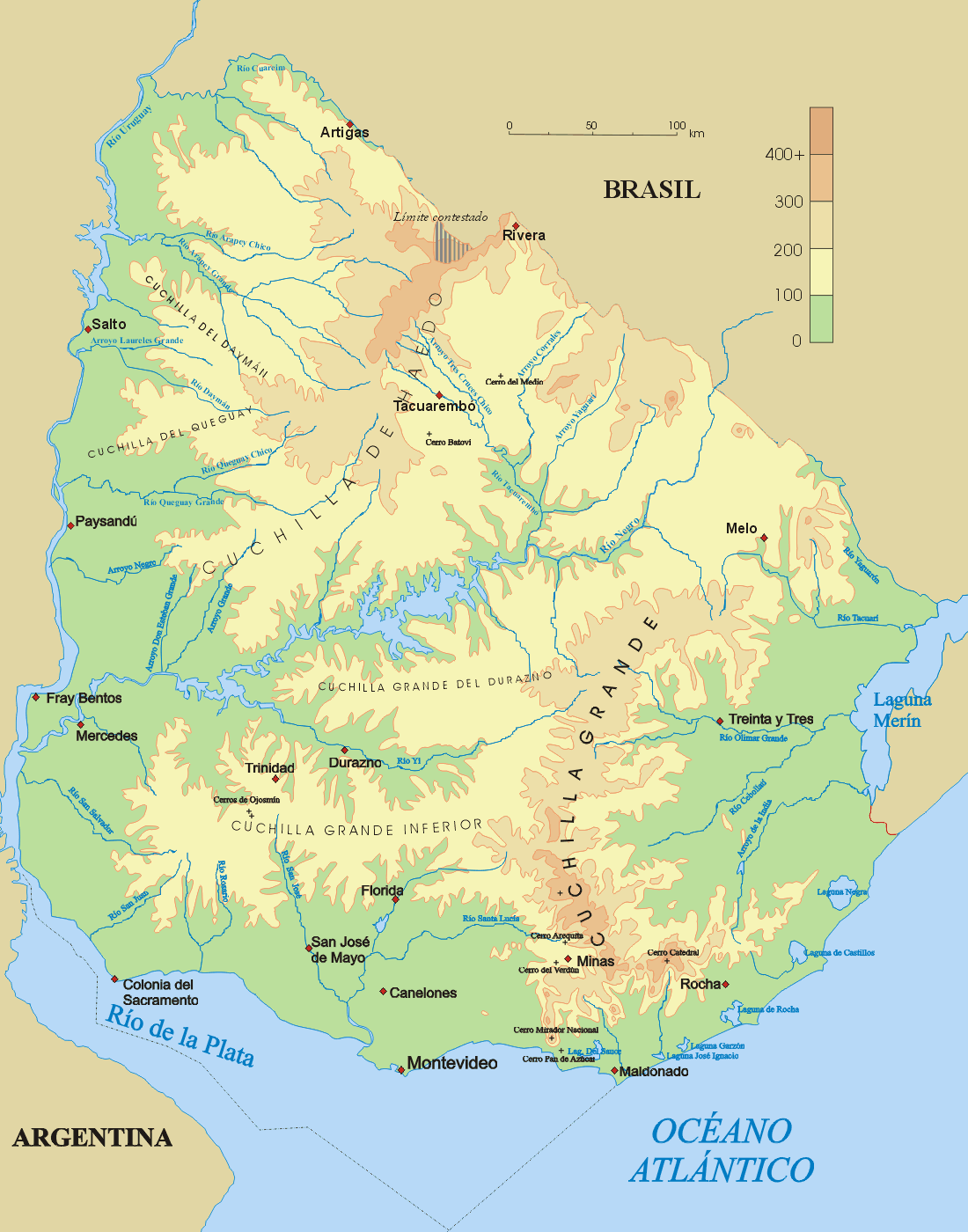
Karte mit Verlauf des Flusses